# Réacteur à eau pressurisée
Pour les articles homonymes, voir REP et PWR.
 (mai 2019).
Si vous disposez d'ouvrages ou d'articles de référence ou si vous connaissez des sites web de qualité traitant du thème abordé ici, merci de compléter l'article en donnant les références utiles à sa vérifiabilité et en les liant à la section « Notes et références ».
 (juillet 2024).
- Si vous ne connaissez pas le sujet, laissez ce bandeau (vous pouvez alors contacter les auteurs).
- Si vous supprimez le contenu mis en cause (vous pouvez préalablement contacter les auteurs),

argumentez précisément cette suppression dans la page de discussion
(un manque de référence n'est pas un argument ; une recherche réelle de référence doit avoir été effectuée, être formellement documentée).
Le réacteur à eau pressurisée (acronyme REP), ou PWR pour pressurized water reactor en anglais, est la filière de réacteurs nucléaires la plus répandue dans le monde : en juillet 2024, près des trois quarts des 416 réacteurs nucléaires de puissance en fonctionnement dans le monde sont de technologie REP, ainsi que les navires et sous-marins nucléaires.
Le combustible nucléaire d'un REP est l'oxyde d'uranium faiblement enrichi. La proportion d'isotope uranium 235, fissile, y varie de 3 à 5 % selon les pays.
Ce type de réacteur se compose de trois circuits de fluide caloporteur, qui lui permettent d'utiliser l'énergie fournie par la fission des atomes d'uranium contenus dans son cœur. Dans le circuit primaire, les REP utilisent de l'eau (dite eau légère, par opposition à l'eau lourde D2O) comme caloporteur et comme modérateur, ce qui les classe dans la famille des réacteurs à eau légère. Cette eau primaire, qui réfrigère le cœur du réacteur, est maintenue sous haute pression (à environ 150 bar) pour rester sous forme liquide. L'eau du circuit secondaire est vaporisée par transfert thermique au contact du circuit primaire dans des générateurs de vapeur — ce qui n'est pas le cas dans les réacteurs à eau bouillante (REB), où ce circuit intermédiaire n'existe pas. Enfin, le circuit tertiaire véhicule l'eau de refroidissement du condenseur, dans lequel celle du circuit secondaire redevient liquide. Cette eau provient de la mer, d'une rivière ou d'un dispositif aéroréfrigérant.

## Histoire
Le réacteur à eau pressurisée (REP) est une technologie née aux États-Unis, d'abord employée pour la propulsion des sous-marins. Les premières centrales nucléaires exploitant ce type de réacteur ont été conçues aux États-Unis par Westinghouse.
Aux États-Unis, ces réacteurs ont été initialement conçus au laboratoire national d'Oak Ridge pour être utilisés comme centrale nucléaire sous-marine avec une centrale électrique sous-marine entièrement opérationnelle située au laboratoire national de l'Idaho. Des travaux de suivi ont été menés par Westinghouse Bettis Atomic Power Laboratory. Le programme d'énergie nucléaire de l'armée américaine a exploité des réacteurs à eau sous pression de 1954 à 1974.
Les premières centrales REP en Europe ont été construites sous licence Westinghouse par les Belges (réacteur BR-3), les Français et les Allemands de l’Ouest, avant que le design des centrales françaises soit francisé progressivement. Les 56 réacteurs électrogènes français sont des REP. Jusqu'en 1969, la France misait sur une autre technologie, l'UNGG, cette dernière a été abandonnée pour des raisons de rentabilité et de sûreté.
La dernière évolution des REP européens est l'EPR, ou réacteur pressurisé européen. Celle de Westinghouse est le réacteur AP1000.
Les Russes ont conçu une variante de réacteur de puissance à caloporteur et modérateur eau connue sous le nom de réacteur VVER.

## Principes de fonctionnement et caractéristiques

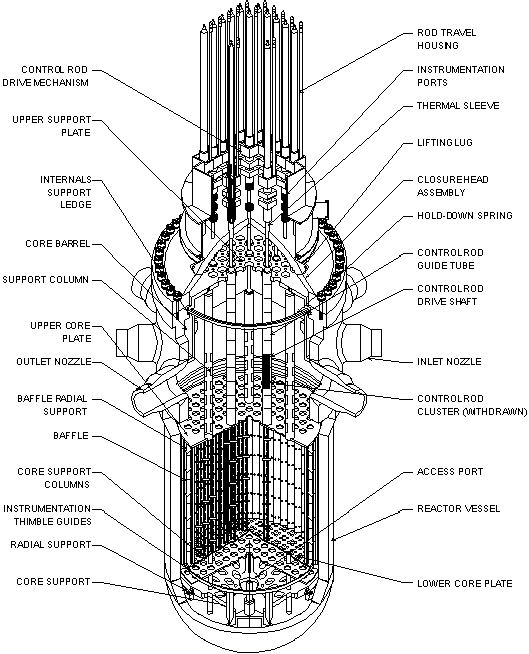
Vue en coupe d'une cuve de REP.

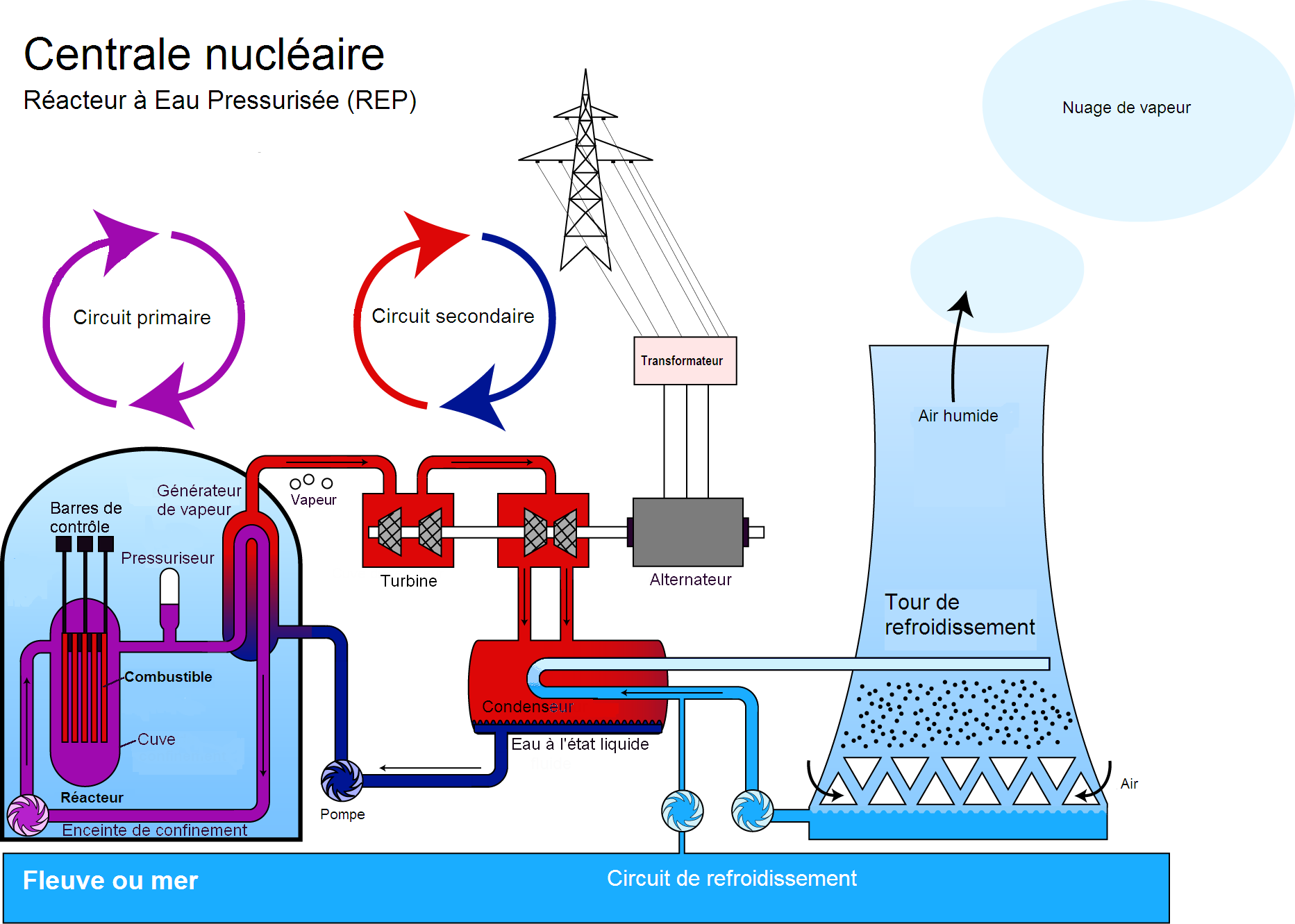
Schéma de principe. Seul le circuit primaire est spécifique d'une centrale nucléaire REP, les autres éléments se trouvent sur tout type de centrale thermique.

Le combustible nucléaire d'un REP est généralement de l'oxyde d'uranium faiblement enrichi. La proportion d'isotope uranium 235, fissile, y varie de 3 à 5 % selon les pays. Dans le parc français, le combustible MOX, à 7 % d'oxyde de plutonium, est aussi utilisé. Les REP sont généralement rechargés tous les 12 ou 18 mois. À chaque fois, environ un tiers de la charge est remplacée ; la gestion exacte dépend du type et de l'enrichissement du combustible,.
Le combustible se présente sous la forme d'environ 272 petites pastilles (de 1,35 cm de hauteur) empilées et maintenues dans des gaines en zircaloy appelées « crayons » (totalisant environ 3,75 m), mises sous pression d'hélium. Ces 264 crayons combustibles sont agencés sous forme d'assemblages dont la tenue mécanique est assurée par des grilles. L'ensemble occupe 17 × 17 emplacements, y compris 25 espaces pour les barres de contrôle. Selon les modèles de REP, on charge entre 120 et 250 assemblages dans la cuve du réacteur.
Les produits de la réaction nucléaire (produits de fission et transuraniens) sont confinés avec l'oxyde d'uranium à l'intérieur de la gaine des crayons pour éviter leur dissémination et la contamination du circuit primaire.
Au sein d'un réacteur à eau pressurisée, le contrôle de la réaction est assuré, à court terme, par l’insertion ou l’extraction des barres de commande dans les assemblages combustibles, et à moyen terme par variation de la concentration en bore dans l'eau du circuit primaire.
Les paramètres typiques de fonctionnement du circuit primaire donnés dans le cas du palier N4, le plus récent des réacteurs français (à l'exception de l'EPR), sont les suivants :
- puissance thermique de chaudière : 4 270 MW ;
- puissance thermique extraite du cœur : 4 250 MW[Note 1] ;
- puissance électrique nette : 1 450 MWe ;
- pression : 155 bar ;
- température en entrée de cuve du réacteur : 292,2 °C[Note 2] ; enthalpie = 1 296,1 kJ/kg ;
- température en sortie de cuve du réacteur : 328,2 °C ; enthalpie de 1 506,4 kJ/kg ;
- température moyenne de l'eau dans le cœur : 310,2 °C ;
- masse volumique de l'eau à la température d'entrée cuve (température de l'eau passant dans les pompes primaires) = 742,04 kg/m3 ;
- débit primaire : environ 98 000 m3/h, soit 27,222 m3/s, soit environ 20 200 kg/s ; variable avec la puissance thermique du type de réacteur considéré ;
- quatre boucles et une pompe par boucle placée en sortie des générateurs de vapeur, donc en branche froide, dans le cas du palier N4 ; deux, trois ou quatre boucles primaires équipées chacune d'une ou plus rarement de deux pompes primaires placées en sortie des générateurs de vapeur dans les autres modèles ;
- quatre générateurs de vapeur situés dans la même enceinte que le réacteur transfèrent la chaleur de la chaudière nucléaire (circuit primaire) vers le circuit secondaire comportant la turbine à vapeur, dans le cas du palier N4 ; deux ou trois générateurs de vapeur dans les autres modèles ;
- un pressuriseur, qui assure le maintien en pression du circuit primaire et sert de vase d'expansion au circuit primaire.

En sortie des générateurs de vapeur, la vapeur d'eau secondaire possède les caractéristiques moyennes suivantes :
- pression : 72 bars dans le cas du palier N4 (enthalpie de la vapeur saturée sèche = 2 770,9 kJ/kg) ; 55 bar dans le cas des modèles plus anciens ;
- température de vapeur : 287,7 °C dans le cas du palier N4; 270 °C dans le cas des modèles précédents ;
- température d'eau alimentaire : 229,5 °C dans le cas du palier N4 (enthalpie = 988,9 kJ/kg ; masse volumique = 832,18 kg/m3) ;
- débit alimentaire et vapeur : 10 365,9 m3/h, 2 396,2 kg/s dans le cas du palier N4 ; proportionnel au 1er ordre à la puissance thermique dans le cas des autres paliers.

La vapeur d'eau sous haute pression est détendue dans le corps haute pression (HP) de la turbine, puis surchauffée avant de poursuivre sa détente dans les corps basse pression (BP). La turbine entraîne un alternateur qui produit l'électricité.
Le rendement global de conversion de la chaleur en électricité est d'environ 35,1 % dans le cas du palier N4 et de 33 % dans le cas des modèles antérieurs.
À la sortie de la turbine, la vapeur d'eau passe dans un condenseur afin de retourner à l'état liquide, puis d'en extraire certains gaz incondensables (tels l'oxygène) de l'eau. Cette eau est ensuite réchauffée avant de retourner aux générateurs de vapeur.
Dans la majorité des centrales sur fleuve ou rivière, la chaleur de l'eau du circuit secondaire est transférée à un circuit tertiaire, constitué principalement par une tour de réfrigération, dans laquelle l'eau est dispersée en fines gouttelettes, ce qui permet d'une part un bon échange entre l'eau et l'air et donc ramène l'eau à une température voisine de celle de l'air ambiant (voir température humide) et d'autre part sature en vapeur d'eau le débit d'air circulant de bas en haut dans la tour. Une partie du débit d'eau s'évapore dans la tour, (environ 500 à 1 000 L/s dépendant des conditions climatiques du moment, soit un débit massique d'un ordre comparable au débit de vapeur produit par les générateurs de vapeur de la centrale) [réf. nécessaire] le reste tombe en pluie dans le bassin situé en dessous de la tour où il est pompé et retourne refroidir le condenseur. L'eau évaporée est remplacée par de l'eau venant du fleuve ou de la rivière. L'eau tertiaire qui sert au refroidissement des condenseurs des turbines de la centrale est pompée en amont de la tour de réfrigération dans le fleuve ou la rivière.
Comme n'importe quel type de centrale thermique (nucléaire ou à flamme), un REP est réfrigéré par un grand débit d'eau froide pompée d'un fleuve ou de la mer qui constitue la source froide du cycle thermodynamique. La plupart des réacteurs refroidis à partir d'eau de rivière sont équipés d'une tour de réfrigération destinée à évacuer la chaleur du circuit tertiaire de réfrigération des condenseurs de la turbine, et éviter d'augmenter trop sensiblement la température de ces cours d'eau.

### Auto-stabilité du réacteur à eau pressurisée
Dans le cas du réacteur à eau pressurisée le choix correct des conditions de fonctionnement (température du modérateur et du combustible) et de la géométrie du réseau dans le cœur (dessin détaillé du combustible et des canaux du modérateur) peut conduire à un fonctionnement auto-stable du réacteur.
Exemple : le réacteur étant initialement en fonctionnement stable à 100 % de puissance, une réduction à 50 % de la puissance appelée par la turbine survient assez rapidement (quelques minutes). Elle se traduit par une diminution du débit vapeur secondaire qui provoque une élévation de la température primaire de sortie des générateurs de vapeur laquelle provoque une élévation de la température de l'eau dans le cœur.
La diminution de réactivité provoquée par l'augmentation de la température du modérateur conduit à une diminution de la puissance du réacteur. Le débit primaire reste constant. Au terme de quelques minutes un nouvel état stable est obtenu :
Dans cet exemple, la réduction de puissance de 100 % à 50 % est obtenue au prix d'une augmentation de la température moyenne primaire de 11,7 °C par auto-régulation du réacteur sans aucune manœuvre des absorbants de contrôle de la réactivité ni de changement du débit primaire. La température de sortie du cœur est quasiment inchangée. La pression vapeur est augmentée de 28 bar environ. La dilatation de l'eau primaire provoque une entrée d'eau au pressuriseur.
En pratique, une action sur les barres de contrôle permet de respecter plus précisément le programme de température primaire (généralement légèrement croissant avec la puissance) ce qui évite une montée trop importante de la pression vapeur secondaire, limite l'entrée d'eau au pressuriseur et le réchauffement de la température d'entrée cuve, mais on peut concevoir que, dès lors que la réponse naturelle du réacteur permet seule de réguler la puissance, l'action des opérateurs ou des automatismes en est d'autant facilitée.

### Bilan neutronique
On suppose que le seul matériau fissile est l'uranium 235. Les nombres indiqués sont des ordres de grandeur. 100 fissions d'uranium 235 libèrent en moyenne 250 neutrons, qui donnent lieu aux réactions suivantes :
- 100 neutrons provoquent 100 nouvelles fissions, entretenant ainsi la réaction en chaîne, et consommant 100 noyaux du matériau fissile ;
- 70 neutrons subissent des captures fertiles par 70 noyaux du matériau fertile 238U, les transformant en autant de noyaux fissiles de 239Pu ;
- 75 neutrons subissent des captures stériles, soit par des noyaux fissiles (30 neutrons) soit par des noyaux du réfrigérant, des structures du cœur, des éléments de commandes ou des produits de fission ;
- 5 neutrons fuient hors du cœur (pour être capturés par des protections neutroniques).

### Composants principaux

#### Cœur et systèmes de contrôle de la réactivité
À tout moment, la réaction en chaîne doit être maîtrisée afin de contrôler la puissance du réacteur. La puissance thermique du réacteur est principalement produite par la fission des atomes de combustible fissibles (environ 90 %). L'autre partie est dégagée par les produits de fission radioactifs (moins de 10 %), qui émettent de la chaleur et des rayonnements en retrouvant un état stable.
La durée de décomposition des produits de fission ne peut être modifiée. On modifie donc la puissance du réacteur en augmentant ou diminuant le nombre de neutrons participant à la réaction en chaîne. Pour ce faire, on utilise deux phénomènes physiques : la modération et la capture.
La capture peut être effectuée par un ajout d'acide borique dans l'eau du circuit primaire. En capturant les neutrons issus des désintégrations, on empêche ceux-ci d'entretenir la réaction en chaîne (Poison à neutrons). Les barres de contrôles, également neutrophages, peuvent être insérées ou retirées dans le réacteur afin de capturer plus ou moins de neutrons. Un arrêt automatique du réacteur est provoqué par la chute de ces barres de contrôle.
L'ajout d'acide borique dans le circuit primaire est relativement lent (15 minutes) et sert à compenser les phénomènes lents, tels que l'empoisonnement Xénon/Samarium ou l'usure du combustible. Les barres de contrôle (ou grappes) servent à ajuster la puissance du cœur lors de transitoires plus rapides. L'insertion des grappes a pour effet négatif de provoquer une déformation du flux importante (répartition de la puissance du réacteur en fonction de la hauteur).
Pour que la réaction en chaîne se produise dans un réacteur REP, il est nécessaire de thermaliser les neutrons, c'est-à-dire de les ralentir. Le pouvoir de modération de l'eau dépend de sa température. Ainsi dans une certaine limite, la puissance peut être modifiée en changeant la température.

#### Pompes et boucles primaires
Les pompes primaires sont des pompes hélico-centrifuges de très grande puissance (près de 7 MWe par pompe) développant une hauteur manométrique de 100 m environ au débit nominal (environ 24 000 m3/h). 24 500 m3/h et 106 m de hauteur manométrique dans le cas du palier N4. Il s'agit de pompes « à garniture », la puissance du moteur étant trop élevée pour tolérer une conception à rotor noyé et étanchéité totale. Les pompes primaires sont généralement mono-vitesse de rotation (la rotation dépend de la fréquence du réseau dans le cas de moteur synchrone). Cette forte puissance est cependant mise à profit pour réchauffer le circuit primaire depuis l'arrêt à froid jusqu'à rallier les conditions prescrites de divergence. Les pompes primaires principales sont munies d'un volant d'inertie destiné à modérer la décroissance du débit en cas de coupure d'alimentation électrique de la pompe donnant ainsi le délai nécessaire à la chute des absorbants pour interrompre la réaction en chaîne. 
En cas d'arrêt total des pompes primaires, la circulation de l'eau est assurée par la différence de température (et donc de masse volumique) entre la branche chaude, réchauffée par le cœur, et la branche froide, refroidie par les générateur de vapeur. Ce fonctionnement en thermosiphon permet de garantir le refroidissement du cœur en cas de défaillance de toutes les pompes primaires ou de leur alimentation électrique.
Les boucles primaires sont des tuyauteries de fort diamètre (près de 0,75 m) et d'épaisseur voisine de 7 cm qui ne présentent guère de souplesse ; la conception des fixations des générateurs de vapeur et des pompes primaires tolèrent la dilatation des boucles.

#### Générateurs de vapeur
Les générateurs de vapeur sont le plus souvent des évaporateurs à tubes en U verticaux et recirculation produisant une vapeur saturée sèche grâce à un étage de séparation séchage en partie supérieure. Cependant les générateurs de vapeur de type Babcok sont à tubes droits et simple passage et les générateurs des centrales VVER russes sont à axe horizontal, disposition favorable du point de vue de la tenue au séisme.

#### Pressuriseur
Le pressuriseur est un réservoir de forme cylindrique (de 30 m3 pour les tranches 900 à 60 m3 pour les tranches 1300 françaises), connecté à une boucle chaude du circuit primaire par une ligne d'expansion. Ce cylindre vertical d’environ 13 m de haut et d'un diamètre compris entre 2,5 et 3 m, est construit en acier spécial. Ses fonctions sont de compenser l’expansion de l’eau due à sa dilatation thermique, et de maintenir constante la pression de l'eau du circuit primaire à 155 bars. La température de l'eau dans le pressuriseur est maintenue à la température de vaporisation de l'eau à 155 bars (soit environ 345 °C) grâce à une série de cannes chauffantes électriques implantées en partie basse (à l'image des chauffe-eau ordinaires) et d'un système d'aspersion du matelas de vapeur. Il porte aussi les soupapes de sûreté du circuit primaire tarées à environ 172 bars. En tant que pièce majeure associée au réacteur à eau pressurisée, il fait l'objet d'une exclusion de rupture, c'est-à-dire qu'il est conçu et entretenu de manière qu'il ne puisse pas se rompre,,.

### Circuits auxiliaires
Un REP est équipé de nombreux circuits destinés à assurer plusieurs fonctions auxiliaires de la fonction principale d'extraction de chaleur du cœur et de transfert vers les générateurs de vapeur. Ces circuits sont désignés par des groupes de trois lettres. Ils sont présentés par catégories ci-après.

#### Circuits de réfrigération
- Décharge de vapeur au condenseur en bypass des vannes principales vapeur, premier moyen de réfrigération très efficace nécessitant :
  - la disponibilité des circuits tertiaires de réfrigération des condenseurs de la centrale ;
  - un appoint d'eau dans les générateurs de vapeur si la décharge se poursuit.
- Réfrigération à l'arrêt (RRA) : cette fonction est assurée par un circuit interne à l'enceinte de confinement, connecté au circuit primaire et échangeant avec un circuit d'eau de refroidissement intermédiaire traversant l'enceinte, lui-même échangeant avec la source froide (mer ou rivière). Ce circuit évacue la puissance résiduelle post arrêt de la réaction en chaîne en relai du refroidissement par les générateurs de vapeur. Un risque d'indisponibilité est lié à l’occurrence d'une fuite sur ce circuit de réfrigération à l'arrêt, ce qui nécessite l'isolement de celui-ci et, si nécessaire, le déchargement du réacteur pour intervention (cf. incident de 1998 à la centrale nucléaire de Civaux)[9],[10].
- Fonctionnement des boucles primaires : les circuits ci-dessus requièrent le fonctionnement des pompes primaires principales (éventuellement à vitesse réduite) pour assurer une circulation d'eau dans la cuve et le cœur ; toutefois, il a été vérifié que l'extraction de puissance résiduelle du cœur pouvait être réalisée avec le circuit primaire principal fonctionnant en convection naturelle[réf. nécessaire].

#### Circuits auxiliaires nucléaires
Circuit de contrôle volumétrique et chimique (RCV) ; ce circuit assure notamment :
- la gestion de l'eau au cours des réchauffages refroidissements de façon à compenser la dilatation ou contraction de l'eau primaire avec la température ;
- le contrôle de la teneur en acide borique ;
- dégazage de l'eau et saturation en hydrogène afin de limiter la corrosion par l'oxygène ;
- alimentation de secours des joints des pompes primaires ;
- contrôle de la pression du circuit primaire lorsque celui-ci est à l'état monophasique (pas de matelas de vapeur dans le pressuriseur).

#### Circuits de sécurité
- Circuit d'injection d'eau de sécurité (RIS), ligne traversant le confinement et aboutissant dans les boucles avec en série depuis les boucles :
  - un ou plusieurs accumulateurs d'eau sous pression de gaz capable d'injecter un fort débit d'eau de façon passive (généralement un sur chaque boucle du circuit primaire),
  - une ou plusieurs pompes d'injection haute pression (généralement deux pompes redondantes ayant une alimentation électrique différente),
  - une pompe d'injection d'eau basse pression capable de faire recirculer l'eau présente dans l'enceinte de confinement aspirée dans des puisards en fond d'enceinte.
- Circuit de réfrigération de secours (ASG), ligne de décharge de vapeur des générateurs de vapeur alimentant une turbo-pompe elle-même capable de réalimenter les générateurs de vapeur en eau froide pompée dans une réserve dédiée. Lors de l'incident sérieux du Blayais[11], les décharges aux condenseurs ainsi que le circuit RRA étant rendus indisponibles à la suite de l'inondation partielle de la tranche, l'extraction de la puissance résiduelle du cœur a reposé sur ce circuit qui a correctement fonctionné.

#### Redondances
Différents niveaux et modes de redondance ont été appliqués au cours du temps aux circuits et autres fonctions auxiliaires sachant que dans REP en exploitation en France le nombre de files de sécurité est a priori égal aux nombres de boucles (les lignes de sécurité refoulent en effet dans la branche froide à l'aval des pompes primaires, donc sauf disposition particulière, il y a autant de lignes d'injection de sécurité que de boucles, mais par exemple il peut y avoir pour une même fonction deux pompes d'injection en parallèle sur une seule ligne).
Dans toute sa généralité le problème des redondances est donc compliqué. Pour illustrer la question à titre d'exemple : dans certains cas, les 4 lignes d'injection de certains projets ne sont pas dimensionnées pour assurer 100 % de la fonction et on parle par exemple d'une redondance à 4 fois 50 % à comparer à une organisation à 3 fois 100 %.
On dégage donc en un premier temps une conception d'ensemble reposant sur :
- le retour d'expérience des conceptions antérieures ;
- le respect de certaines règles de l'art ou administratives existantes (ex. : celles existant de longue date en matière de soupapes de sûreté protégeant les appareils à pression ou bien les règles de l'UTE en matière de conception des tableaux électriques) ;
- l'application de règles simples de redondance basées sur une analyse à simple défaillance[Note 7] des composants actifs et l'élimination des modes communs les plus évidents tels que par exemple les modes communs d'alimentation électrique. On effectue ensuite une analyse probabiliste systématique de façon à vérifier la robustesse de la conception[Note 8] vis-à-vis des « événements initiateurs » susceptibles de conduire par une cascade événementielle, à un dommage important sur le réacteur. Cette étude probabiliste de sûreté, ou EPS, vient confirmer la démarche classique d'analyse booléenne par initiateur indépendant, événement aggravant dans le cours du scénario, défaillance unique d'un système actif en attente ou en fonctionnement requis[pas clair].

### Principaux états de fonctionnement
Au cours de son exploitation, un réacteur électrogène à eau sous pression peut se trouver dans les états suivants, définis dans ses spécifications techniques d'exploitation (STE) :
- marche en puissance en régime stable ou en variation de charge. Dans cette situation, les vannes de vapeur sont ouvertes, le réacteur critique aux conditions de températures et pressions nominales, les pompes primaires en fonctionnement, la bulle au pressuriseur formée et le niveau dans la plage autorisée :
  - l'alternateur peut se trouver couplé au réseau, en situation d'autonomie électrique (îlotage, les disjoncteurs principaux ouverts ou fermés), en route « à vide » en l'attente de couplage ou en situation de réchauffage,
  - durant la marche en puissance, la conduite du réacteur[Note 9] consiste à respecter par action sur les barres de contrôle le programme de température primaire prescrit (en général légèrement croissant avec la charge), à surveiller le fonctionnement des pompes primaires, à surveiller le niveau au pressuriseur réglé dans la plage prescrite ;
- arrêt à chaud critique ou sous critique aux conditions nominales. La situation d'arrêt à chaud diffère de la situation « puissance » par l'état fermé des vannes vapeur ; le cœur peut être critique à puissance nulle ou sous critique ;
- arrêt à froid. L'arrêt à froid diffère de l'arrêt à chaud par les conditions de températures et pression. L'état du fluide de refroidissement se rapproche de celui qui correspond aux conditions ambiantes de pression et de température[13] et se caractérise également par l'avalement de la bulle de vapeur au pressuriseur :
  - le réchauffage et le refroidissement consistent à faire passer le réacteur de l'arrêt à chaud à l'arrêt à froid et réciproquement. Dans les réacteurs de puissance électrogènes les réchauffages sont effectués par l'apport thermique des pompes primaires. La divergence du réacteur s'effectue réacteur chaud au voisinage des conditions nominales, niveau pressuriseur nominal en situation biphasique, teneur en acide borique réglée[Note 10],
  - au cours du réchauffage, une portion d'eau du circuit primaire est extraite d'une part pour créer la bulle au pressuriseur et pour compenser la variation de volume due à sa dilatation thermique[Note 11]. Durant ces transferts d'eau, la teneur en bore du circuit est maintenue dans sa plage normale,
  - le refroidissement est assuré par les circuits auxiliaires, le complément d'eau est apporté par les pompes de charge ;
- arrêt pour intervention (API), pressuriseur ouvert, en vue de toute maintenance ou pour renouvellement du combustible (APR) ;
- réacteur complètement déchargé (RCD).

### Caractéristiques des réacteurs français
Les caractéristiques comparatives des quatre paliers de REP exploités en France sont données dans le tableau ci-après.
| Section                             | Indicateur                                       | Unité   | 900 MWe            | 1 300 MWe                        | 1 450 MWe                        | EPR                              |
| ----------------------------------- | ------------------------------------------------ | ------- | ------------------ | -------------------------------- | -------------------------------- | -------------------------------- |
| Puissance                           | Puissance électrique nette                       | MW      | 915                | 1 320                            | 1 450                            | 1 600                            |
| Puissance                           | Puissance électrique brute                       | MW      | 965                | 1 370                            | 1 530                            | 1 700                            |
| Puissance                           | Puissance thermique nominale                     | MWt     | 2 785              | 3 817                            | 4 250                            | 4 324                            |
| Puissance                           | Rendement                                        | %       | 31,6 à 33,1        | 34,1 à 35                        | 35,7 à 35,9                      | 37                               |
| Puissance                           | Vitesse de rotation du groupe turboalternateur   | tr/min  | 1 500              | 1 500                            | 1 500                            | 1 500                            |
| Enceinte de confinement             | Type                                             |         | simple             | double                           | double                           | double                           |
| Enceinte de confinement             | Enceinte interne : béton précontraint            |         | Béton précontraint | Béton précontraint               | Béton précontraint               | Béton précontraint               |
| Enceinte de confinement             | Peau d'étanchéité                                |         | avec               | sans                             | sans                             | avec                             |
| Enceinte de confinement             | Diamètre intérieur                               | m       | 37                 | 47,8                             | 43,8                             | 48                               |
| Enceinte de confinement             | Hauteur intérieure au centre                     | m       | 55,88              | 55,56                            | 57,48                            | 48                               |
| Enceinte de confinement             | Épaisseur de paroi                               | m       | 0,9                | 1,2                              | 1,2                              | 1,3                              |
| Enceinte de confinement             | Volume intérieur total brut                      | m3      | 58 000             | 83 700                           | 86 000                           | 90 000                           |
| Enceinte de confinement             | Enceinte externe : béton renforcé                |         |                    | Béton armé                       | Béton armé                       | Béton armé                       |
| Enceinte de confinement             | Épaisseur de paroi                               | m       |                    | 0,55                             | 0,55                             | 1,3                              |
| Circuit primaire                    | Pression de fonctionnement                       | bar     | 155                | 155                              | 155                              | 155                              |
| Circuit primaire                    | Température de l'eau à l'entrée de la cuve       | °C      | 286                | 292,8                            | 292,2                            | 295,6                            |
| Circuit primaire                    | Température de l'eau à la sortie de la cuve      | °C      | 323,2              | 328,7                            | 329,6                            | 330,2                            |
| Circuit primaire                    | Nombre de boucles                                |         | 3                  | 4                                | 4                                | 4                                |
| Circuit primaire                    | Volume du circuit primaire (avec pressuriseur)   | m3      | 271                | 399                              | 406                              | 460                              |
| Cuve et couvercle (hors appendices) | Diamètre intérieur                               | mm      | 4 003              | 4 394                            | 4 486                            | 4 885                            |
| Cuve et couvercle (hors appendices) | Hauteur totale                                   | m       | 13,2               | 13,6                             | 13,645                           | 13,105                           |
| Cuve et couvercle (hors appendices) | Épaisseur de la paroi à hauteur du cœur          | mm      | 200                | 220                              | 225                              | 250                              |
| Cuve et couvercle (hors appendices) | Matériau acier au carbone                        |         | 16MND5             | 16MND5                           | 16MND5                           | 16MND5                           |
| Cuve et couvercle (hors appendices) | Masse totale à vide                              | t       | 332                | 435                              | 462                              | 520                              |
| Générateur de vapeur                | Nombre                                           |         | 3                  | 4                                | 4                                | 4                                |
| Générateur de vapeur                | Pression vapeur en sortie de GV à pleine charge  | bar abs | 58                 | 64,8                             | 72,8                             | 77,4                             |
| Générateur de vapeur                | Température en sortie de GV                      | °C      | 273                | 281                              | 288                              | 293                              |
| Générateur de vapeur                | Débit de vapeur par GV                           | t/h     | 1 820              | 1 909                            | 2 164                            | 2 197                            |
| Générateur de vapeur                | Surface d'échange                                | m2      | 4 746              | 6 940                            | 7 308                            | 7 960                            |
| Générateur de vapeur                | Hauteur totale                                   | m       | 20,6               | 22,3                             | 21,9                             | 24,2                             |
| Générateur de vapeur                | Masse totale (sans eau)                          | t       | 302                | 438                              | 421                              | 525                              |
| Cœur                                | Combustible : Pastilles cylindriques d'UO2       |         |                    |                                  |                                  |                                  |
| Cœur                                | Hauteur active des crayons                       | mm      | 3 660              | 4 270                            | 4 270                            | 4 200                            |
| Cœur                                | Diamètre des pastilles                           | mm      | 8,2                | 8,2                              | 8,2                              | 8,2                              |
| Cœur                                | Diamètre externe des crayons                     | mm      | 9,5                | 9,5                              | 9,5                              | 9,5                              |
| Cœur                                | Matériaux de gainage des crayons                 |         | Zircaloy           | Zircaloy                         | Zircaloy                         | M5                               |
| Cœur                                | Nombre de crayons par assemblage                 |         | 264                | 264                              | 264                              | 265                              |
| Cœur                                | Nombre d'assemblages de combustible dans le cœur |         | 157                | 193                              | 205                              | 241                              |
| Cœur                                | Puissance linéique moyenne à puissance nominale  | W/cm    | 178                | 170,5                            | 179,6                            | 155                              |
| Contrôle de la réactivité           | Nombre de grappes de contrôle                    |         | 57                 | 65                               | 73                               | 89                               |
| Contrôle de la réactivité           | Matériau absorbant                               |         | Ag.In.Cd           | grappes hybrides Ag.In.Cd et B4C | grappes hybrides Ag.In.Cd et B4C | grappes hybrides Ag.In.Cd et B4C |
| Pompe primaire                      | Débit nominal par pompe                          | m3/h    | 21 250             | 23 325                           | 24 500                           | 27 195                           |
| Pompe primaire                      | Puissance à l'accouplement à chaud               | kW      | 5 400              | 5 910                            | 6 600                            | 8 000                            |
| Pompe primaire                      | Hauteur manométrique totale                      | m       | 90,7               | 96,6                             | 106 à 190,2                      | 98,1                             |

## Architecture
Une centrale nucléaire équipée de REP est organisée autour de plusieurs bâtiments, dont les principaux sont détaillés ci-après. 

### Bâtiment réacteur (BR)
L'enceinte de confinement, formée d'une double paroi de béton pour les réacteurs de 1 300 et 1 450 MWe, et d'une unique paroi en béton recouverte par une peau métallique sur sa surface interne pour les réacteurs de 900 MWe, participe au confinement des matières radioactives. Il s'agit de la troisième barrière de confinement, la gaine du combustible (en zircaloy) et l'enveloppe du circuit primaire (en acier) constituant respectivement la première et la deuxième barrière.

### Bâtiment combustible (BK)
Accolé au bâtiment réacteur, le bâtiment combustible sert surtout de sas d'accès pour le combustible.
La partie principale de ce bâtiment est la piscine de désactivation. Dans cette dernière, on entrepose le combustible usé avant son évacuation. Une règle est de laisser quoi qu'il arrive toujours assez de place dans cette piscine pour stocker tout le combustible contenu dans le cœur (en cas d'incident ou d'accident).
L'eau de la piscine contient 2 500 ppm d'acide borique, pour continuer à neutraliser les neutrons émis par les noyaux des éléments fissibles, mais qui sont trop peu nombreux pour entretenir une fission nucléaire. De plus, chaque élément combustible est disposé dans un alvéole, et la distance qui les sépare empêche l'obtention d'une masse critique. La réaction en chaîne ne peut donc pas redémarrer en piscine.

### Bâtiment des auxiliaires nucléaires (BAN)
Toujours accolé au bâtiment réacteur et au bâtiment combustible, le BAN recèle tous les circuits utiles au fonctionnement du réacteur (chimie de l’eau traitée, etc.) ou au traitement des différents effluents, susceptibles de contenir des produits radioactifs. Ce bâtiment est donc une zone contrôlée du point de vue de la radioactivité (étanchéité dynamique, ventilation filtrée, etc.).
On trouve aussi dans ce bâtiment des systèmes de sauvegarde utilisés en cas d’incident ou d’accident (pour les tranches 900 MW).
Pour les centrales de 900 MWe, ce bâtiment est commun à deux tranches.

### Bâtiment électrique (BL)

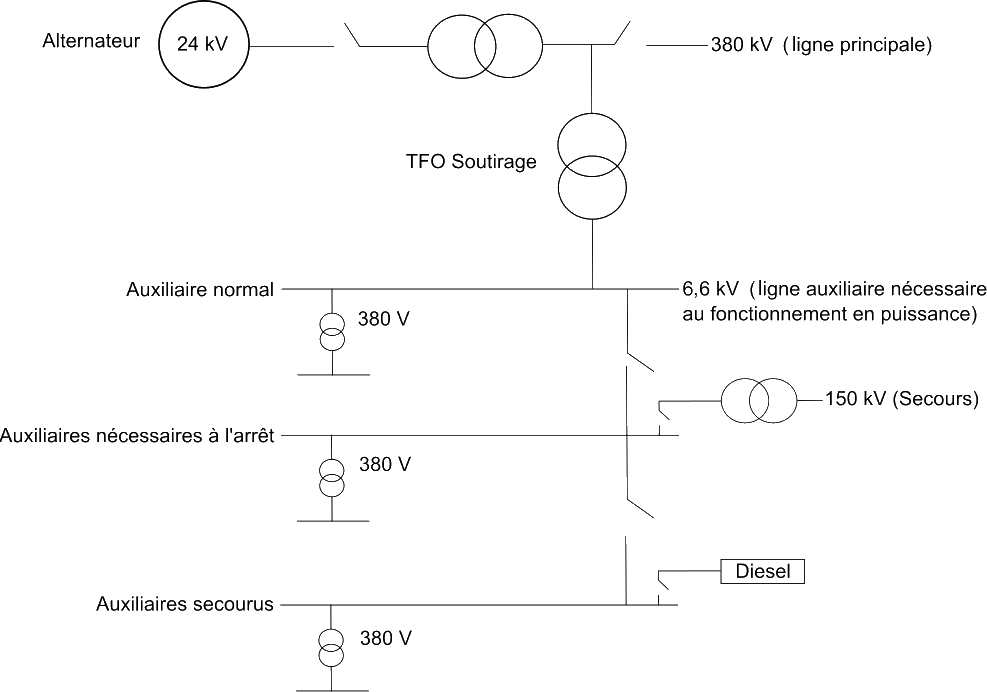
Schéma simplifié de la distribution électrique.

On trouve dans ce bâtiment tous les équipements électriques nécessaires au bon fonctionnement d’une tranche et de ses équipements de sauvegarde.
Ce bâtiment abrite également la salle de commande principale ainsi qu'un panneau de repli, qui permet d’arrêter la tranche en toute sécurité si la salle de commande est indisponible.
Pour les centrales de 900 MWe, ce bâtiment est commun à deux tranches. Pour les paliers P4, P'4 (1 300 MWe) et N4 (1 450 MWe), il y a un bâtiment par tranche.

### Salle des machines (SDM)
La salle des machines comporte l'ensemble du circuit secondaire de la tranche (la turbine, le condenseur, les réchauffeurs, les pompes, etc.), ainsi que ses auxiliaires (graissage turbine, etc.).
Pour les centrales de 900 MWe de palier CP0 et CP1, la salle des machines est commune à deux tranches et parallèle à l'axe des réacteurs ; par contre, pour les centrales nucléaires de palier CP2 (cas de Chinon, Cruas et Saint-Laurent), ainsi que pour les centrales nucléaires ultérieures, la salle des machines de chaque tranche est positionnée perpendiculairement aux réacteurs « afin d’éviter que des projectiles résultant d’une rupture du turboalternateur puissent endommager l’enceinte de confinement du réacteur »,.

Les centrales françaises utilisent des turbines à vapeur fabriquées par Arabelle Solutions, qui utilisent le cycle de Rankine. Afin d'améliorer le rendement du système, l'eau liquide est réchauffée avant d'entrer dans les générateurs de vapeur et des surchauffeurs sont utilisés entre les turbines à haute et basse pression pour limiter l'humidité de la vapeur entrant dans la turbine basse pression.

### Bâtiment des auxiliaires de sauvegardes (BAS)
Ce bâtiment n'existe que pour les paliers 1 300 MWe (P4 et P'4) et 1 450 MWe (N4). Les circuits de sauvegarde utilisés en cas d'accident y sont situés (RIS, EAS et ASG). Ce bâtiment est positionné sous le BL. Il comporte des parties en zone contrôlée et des parties hors zone contrôlée.

## Sûreté
Dans un réacteur à eau pressurisée, de nombreux systèmes et équipements sont redondants, surtout ceux liés aux circuits primaire et secondaire, afin de diminuer le risque de défaillance aux conséquences dommageables pour les populations et l'environnement.
En France, les exploitants d'installation nucléaires doivent transmettre à l'Autorité de sûreté nucléaire leurs « règles générales d'exploitation » (RGE), qui décrivent entre autres les « spécifications techniques d'exploitation » (STE) de l'installation concernée.

### Défaillances majeures

#### Accident de Three Mile Island
Le 28 mars 1979, lors de l'accident nucléaire de Three Mile Island (États-Unis), une suite d’incidents a provoqué la fusion partielle du cœur du réacteur no 2, entraînant le relâchement dans l'environnement d'une faible quantité de radioactivité. L'accident a été classé au niveau 5 de l'échelle INES.

#### Incident grave de Davis-Besse
En mars 2002, l’exploitant du réacteur de la centrale nucléaire de Davis-Besse (États-Unis) a découvert, lors d'un contrôle effectué pendant un arrêt du réacteur, que l'acide borique présent dans le circuit primaire du réacteur avait dissous localement la quasi-totalité de l'épaisseur des traversées du couvercle de la cuve. Une brèche aurait pu inonder l'enceinte du réacteur avec de l'eau radioactive, endommager les équipements et éventuellement causer des dommages au combustible (fusion partielle) par perte de réfrigération. Cet incident a été classé comme 5e plus dangereux par la NRC, qui l'a également classé au niveau 3 de l'échelle INES. Après des réparations et des améliorations qui ont coûté 600 millions $, le réacteur a pu redémarrer en 2004. FirstEnergy a payé une amende de 5 millions $ à la NRC en 2005. L'entreprise a aussi été condamnée à payer une seconde amende de 28 millions $ par le département de la Justice des États-Unis.

## Statistiques
En juillet 2024, selon l'AIEA, 73,8 % des réacteurs électrogènes opérationnels sont des réacteurs REP (soit 307 REP sur un total de 416 réacteurs nucléaires électrogènes), pour une puissance installée de 294 083 MW sur un total de 374 671 MW soit 78,5 % de la puissance installée.